# Elia Legati
Elia Legati (ur. 3 stycznia 1986 w Fidenzy) – włoski piłkarz występujący na pozycji środkowego obrońcy. Obecnie gra w Calcio Padova.

## Kariera
Elia swoją karierę rozpoczynał w AC Milanie, skąd w 2006 przeszedł na zasadzie wypożyczenia do współpracującego z mediolańskim klubem Legnano, gdzie występował do 2008 jako podstawowy gracz, jego bilans to – 57 spotkań. W 2008 przeszedł, również na zasadzie wypożyczenia do AS Monaco, gdzie w ogóle nie grał. W styczniu 2009 powrócił do Milanu, z którego został wypożyczony do Novary. W sezonie 2009/2010 był podstawowym zawodnikiem drugoligowego FC Crotone, w którym grał na zasadzie współwłasności z Milanem. Po zakończeniu rozgrywek powrócił do Mediolanu, ponieważ działacze Milanu wykupili z Crotone drugą połowę karty zawodnika, jednak wkrótce sprzedali go do Calcio Padova.